# Гюлст
Гюлст (нід. Hulst, зеланд. 'Ulst) — місто на півдні Нідерландів у регіоні Зеландська Фландрія в провінції Зеландія. Адміністративний центр однойменного муніципалітету.

## Топонім
Назва міста погодить від падуба, який нідерландською називається Hulst.

## Географія
Місто розташоване на півдні провінції Зеландія, за 16,8 км від міста Тернезен, на кордоні з Бельгією. 

## Клімат
У Гюлст морський клімат. Середньорічна температура становить 9,8 °C. У місті випадає значна кількість опадів, близько 786 мм опадів на рік. 
| Кліматограма Гюлста                                                  | Кліматограма Гюлста | Кліматограма Гюлста | Кліматограма Гюлста | Кліматограма Гюлста | Кліматограма Гюлста | Кліматограма Гюлста | Кліматограма Гюлста | Кліматограма Гюлста | Кліматограма Гюлста | Кліматограма Гюлста | Кліматограма Гюлста |
| -------------------------------------------------------------------- | ------------------- | ------------------- | ------------------- | ------------------- | ------------------- | ------------------- | ------------------- | ------------------- | ------------------- | ------------------- | ------------------- |
| С                                                                    | Л                   | Б                   | К                   | Т                   | Ч                   | Л                   | С                   | В                   | Ж                   | Л                   | Г                   |
| 0 2 −1                                                               | 0 5 −2              | 0 10 1              | 0 17 4              | 0 21 8              | 0 25 14             | 0 22 14             | 0 23 12             | 0 19 10             | 0 13 7              | 0 7 2               | 0 1 −2              |
| Середня макс. і мін. температури повітря (°C) Атмосферні опади (мм), |                     |                     |                     |                     |                     |                     |                     |                     |                     |                     |                     |

## Історія
Поселення на місці теперішнього міста виникло в XI столітті. У 1180 році Гюлст отримав права міста від фламандського графа Філіппа I Ельзаського. У 1350 році місто отримало Маґдебурзьке право, а в 1413 році було надано дозвіл на будівництво оборонних споруд. 
Місто було майже повністю зруйновано під час Ґентського повстання 1449-1453 років. 
У 1458 році був заснований Францисканський монастир.
Під час Вісімдесятирічної війни у 1591 році місто взяв Моріц Оранський, проте через п'ять років Гюлст був знову обложений та захоплений іспанцями під проводом штатгальтера Альбрехта VII Австрійського. 

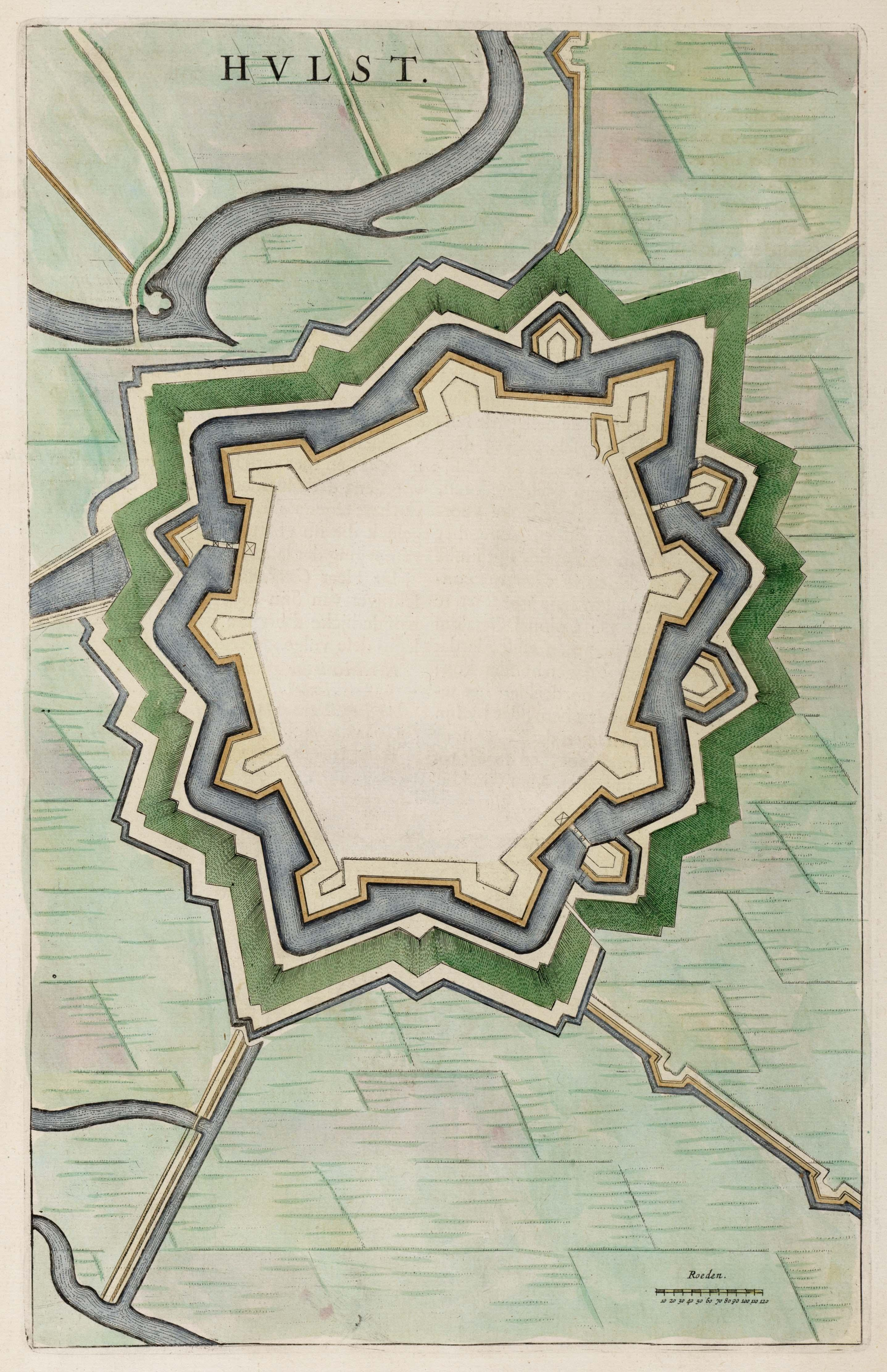
План фортеця Гюлста у 1649 році

Місто значно укріпило свої оборонні споруди у 1615 — 1621 роках. У 1640 році в битві під Гюлст був убитий Генріх Казимир I, граф Нассау-Діц, штатгальтер Фрісландії, Гронігена та Дренте. 
У 1645 році місто було обложене та захоплене армією Об'єднаних провінцій під командуванням штатгальтера Фредеріка Генріха Оранського. З цього часу місто стало частиною Республіки Об'єднаних провінцій. Однак через закриття судноплавства по річці Шельді Гюлст втратив своє значення як торгового міста. 
З підписанням Вестфальського миру в 1648 році місто стало частиною Зеландської Фландрії (південної частини теперішньої нідерландської провінції Зеландія). Місто увійшовши до складу Генеральних земель (частина території Республіки Об'єднаних провінцій, керована безпосередньо Генеральними штатами), ставши адміністративним центром Землі Гюлст.  
Французи захопили місто у 1747 році, під час в Війни за австрійську спадщину. У 1748 році, за Аахенською мирною угодою, місто повернули Республіці Об'єднаних провінцій.
20 вересня 1944 року польська 1-й танкова дивізія звільнила місто від німецьких окупантів.

## Пам'ятки
У Гюлст встановлено пам'ятник Ренару (Лису), оскільки місто згадується у фламандській версії історії про Лиса. Пам'ятник створено  бельгійським скульптором Крісом Феркетом.

## Галерея

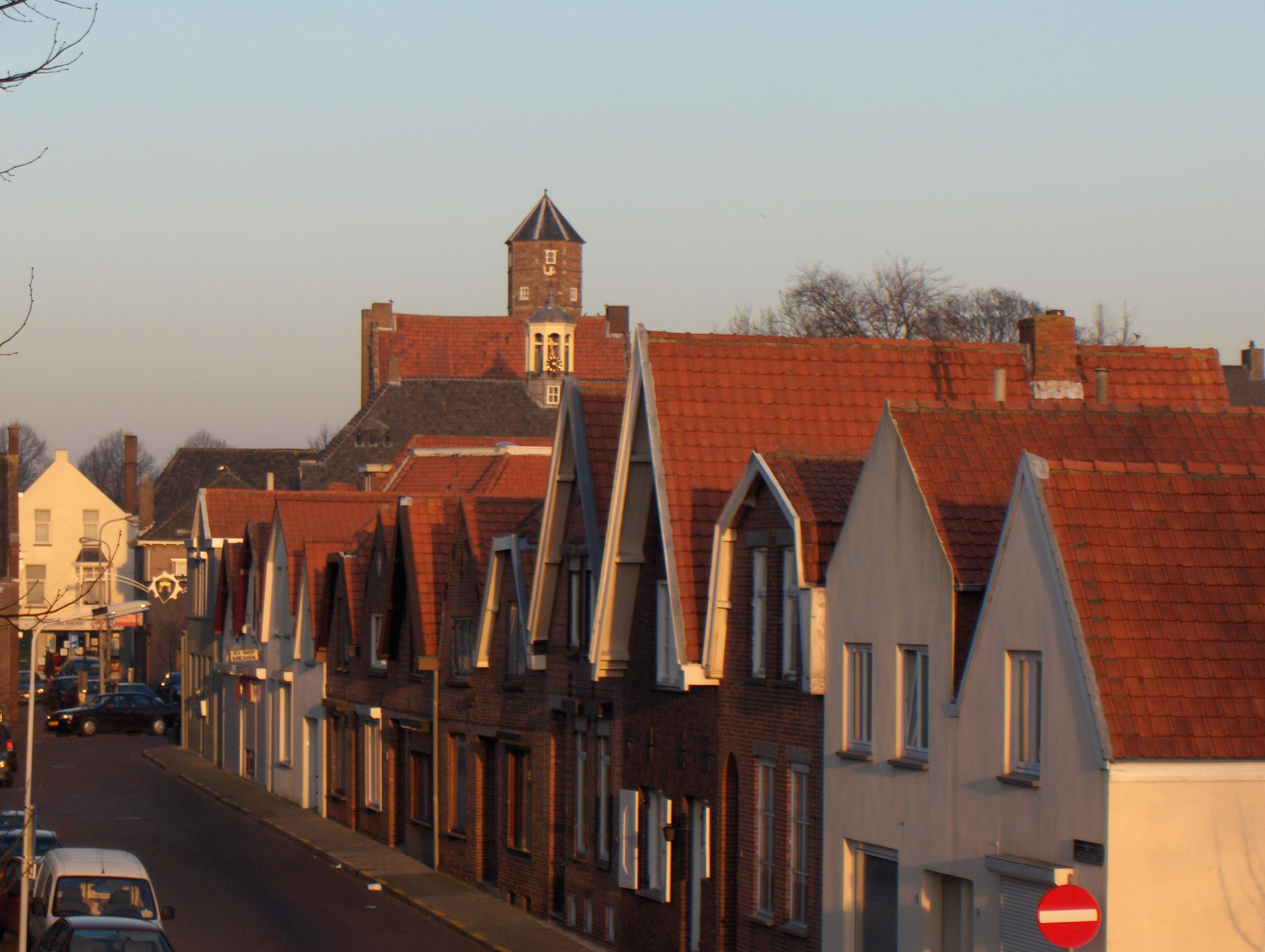
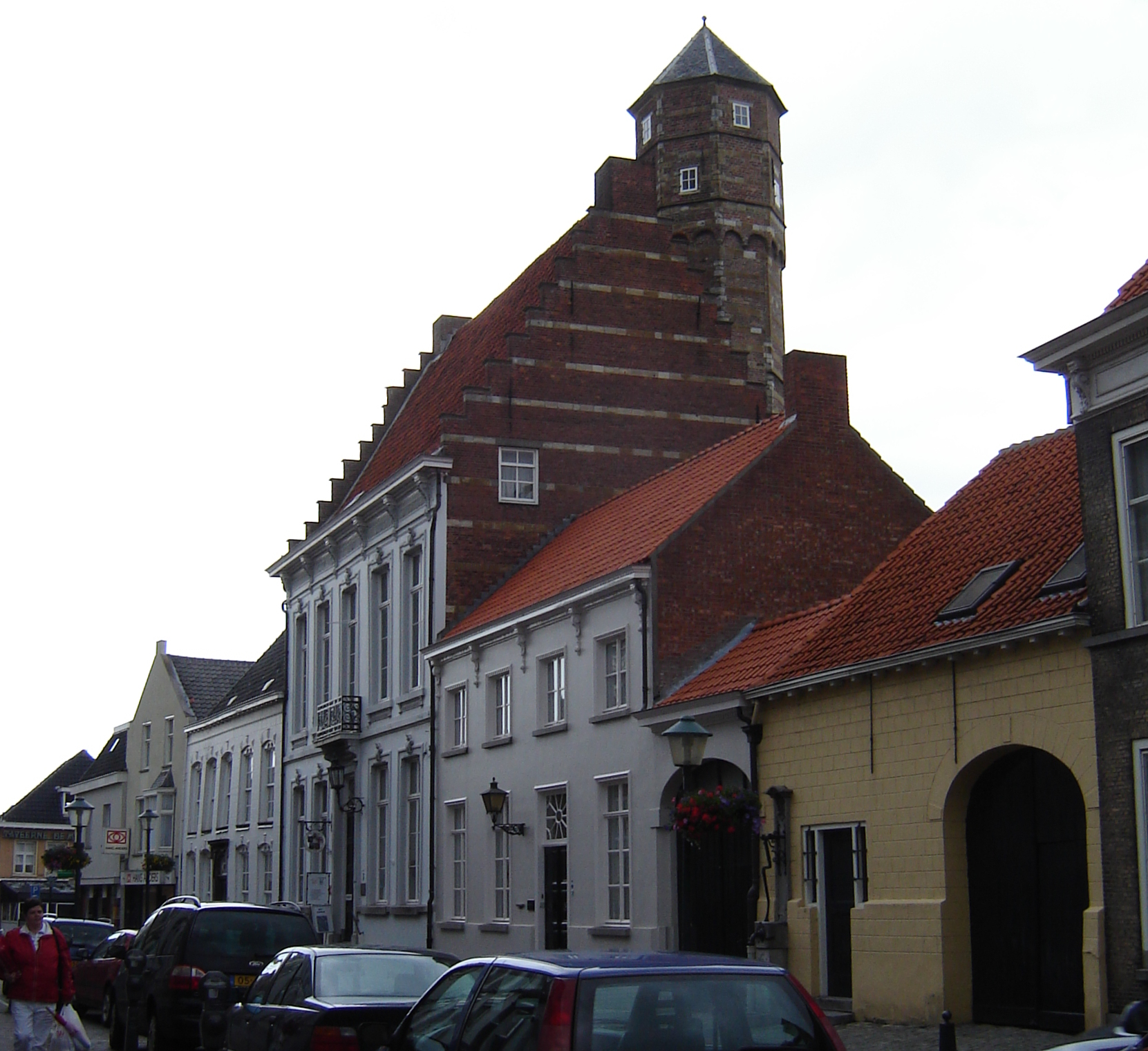
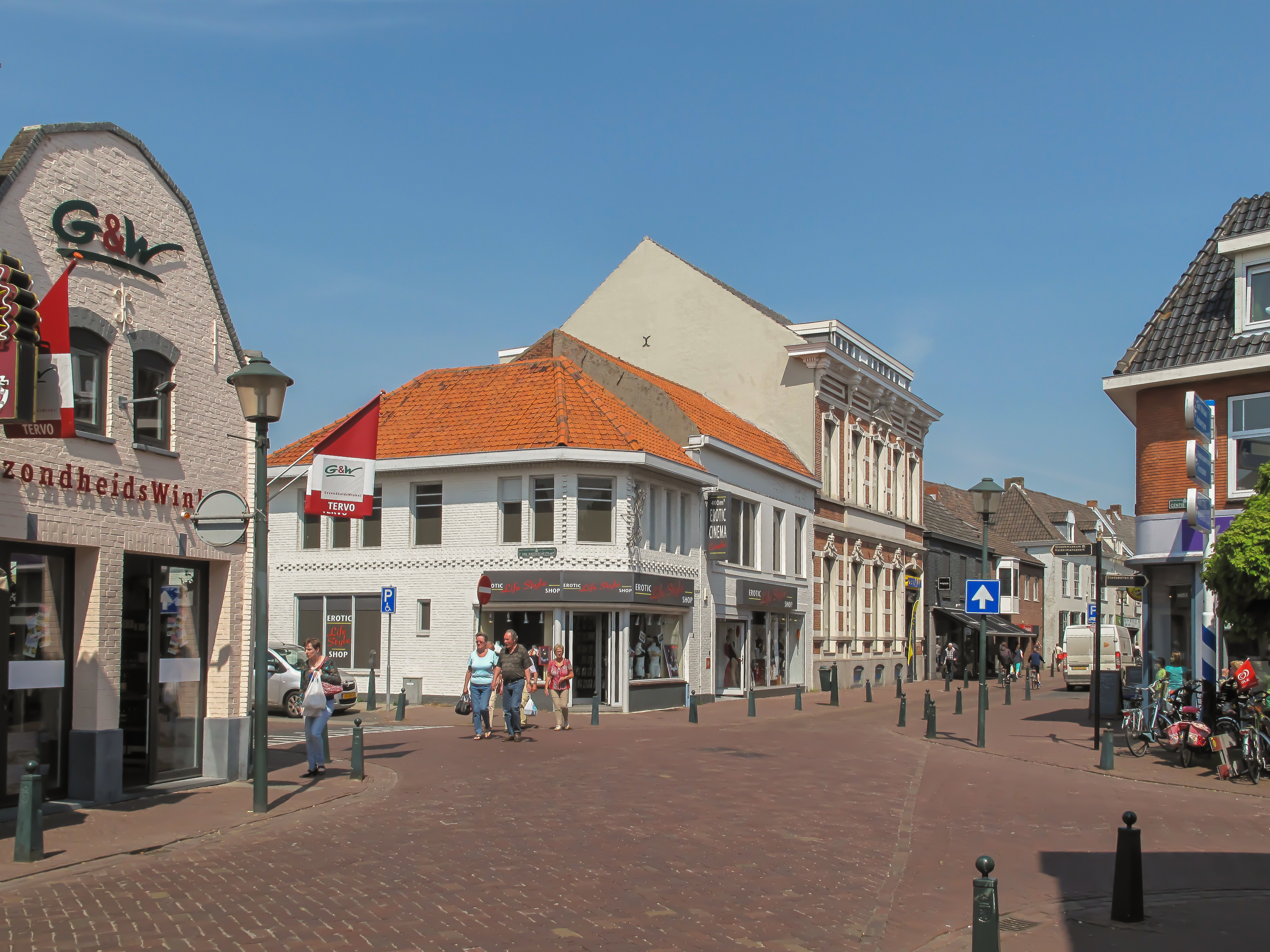
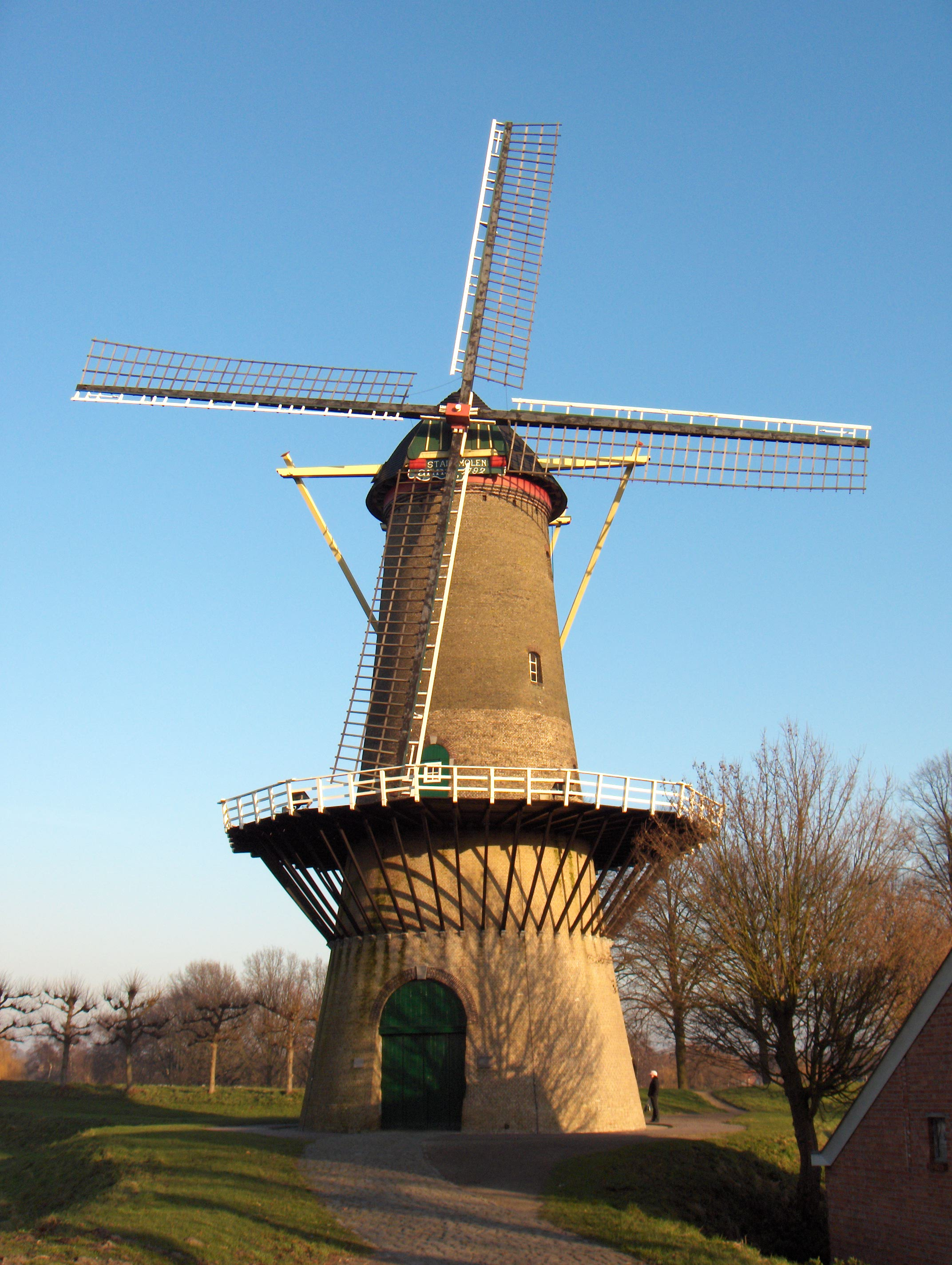
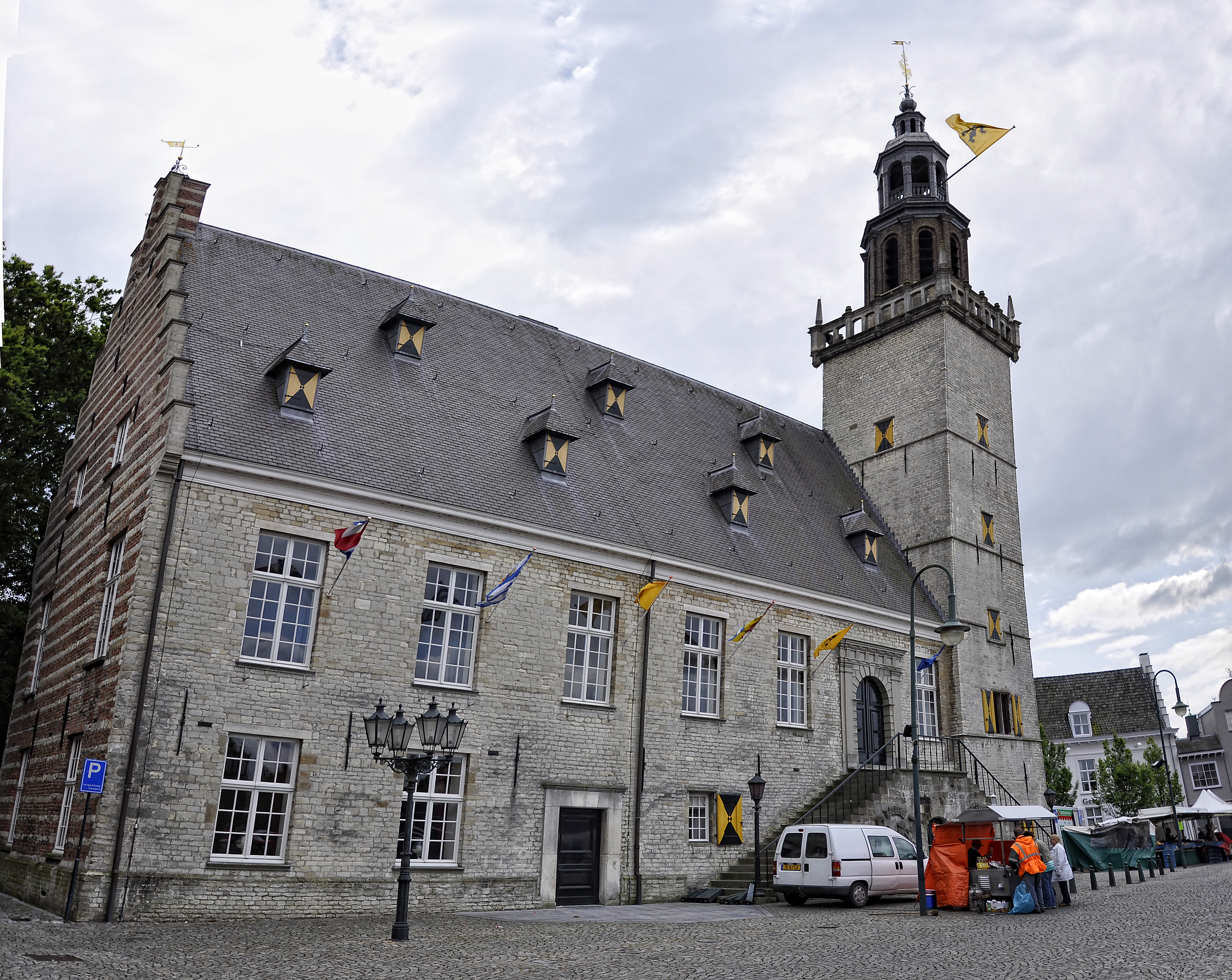

## Люди, пов'язані з Гюлстом
Уродженці
- Франс Мостарт — художник епохи Відродження.
- Ґілліс Мостарт — художник епохи Відродження.
- Корнеліс де Вос — художник епохи бароко.
- Мартін Мартенс — нідерландський шахіст.

## Міста-побратими
- Міхельштадт